# Unterperfuss
Unterperfuss település Ausztriában, Tirolban az Innsbrucki járásban található. Területe 2,28 km², lakosainak száma 220 fő, népsűrűsége pedig 96 fő/km² (2014. január 1-jén). A település 596 méteres tengerszint feletti magasságban helyezkedik el.

## Fordítás
Ez a szócikk részben vagy egészben  az   Unterperfuss című angol Wikipédia-szócikk ezen változatának fordításán alapul.  Az eredeti cikk szerkesztőit annak laptörténete sorolja fel. Ez a jelzés csupán a megfogalmazás eredetét és a szerzői jogokat jelzi, nem szolgál a cikkben szereplő információk forrásmegjelöléseként.